# NGC 4605
NGC 4605 je trpasličí spirální galaxie v souhvězdí Velké medvědice. Objevil ji William Herschel 19. března 1790.
Od Země je vzdálená přibližně 18,1 milionů světelných let a pravděpodobně je členem Skupiny galaxií M 81.
Na snímku této galaxie z Hubbleova vesmírného dalekohledu jsou vidět jasné hvězdy a tmavé prachové pásy, takže až podrobný průzkum ukázal, že se jedná o spirální galaxii s příčkou. Její neobvyklý vzhled je zcela v souladu se vzhledem dalších gravitačně narušených galaxií ve skupině.